# Mirza Mešić
Mirza Mešić (Tuzla, 28 giugno 1980) è un ex calciatore bosniaco, di ruolo attaccante.

## Caratteristiche tecniche
Attaccante longilineo, estremamente rapido nonostante la sua stazza, era molto abile nei duelli e nella protezione della palla.

## Carriera
Mosse i primi passi nel Sloboda Tuzla per poi, appena diciannovenne, trasferirsi tra le file del Nantes. Non trovando molto spazio nei Les Canaries giocò in prestito per diversi club tra cui militò per una stagione tra le file del Besançon. Terminata l'avventura francese nel 2004 si trasferì a titolo definitivo nell'Hajduk Spalato dove, il 27 luglio seguente, fece il suo debutto subentrando al posto di Natko Rački nella partita di andata del secondo turno preliminare di Champions League giocatasi a Spalato contro il Shelbourne (3-2). Concluse la sua avventura nei Majstori s mora dopo una sola stagione in cui disputò una manciata di presenze vincendo il campionato croato. In seguito all'esperienza spalatina fece il suo ritorno in patria dove indossò la casacca di diversi club prima di trasferirsi nuovamente all'estero. Nel 2009 si accasò in Slovenia tra le file del Rudar Velenje dove militò per ben due stagioni giocando ai massimi livelli della propria carriera. Giocò mezza stagione nel Lokomotiv Sofia prima di fare il suo ritorno nel Sloboda Tuzla, successivamente militò nel Vinogradar per poi ritirarsi definitivamente nel 2014 giocando con la casacca del Radnički Lukavac.

## Palmarès

### Competizione nazionale
- Coppa di Bosnia: 2

Sarajevo: 2001-2002
Željezničar: 2002-2003
- Campionato croato: 1

Hajduk Spalato: 2004-2005